# Brunswick Records
Brunswick Records — американский лейбл звукозаписи.

## История

### 1916—1931
Изначально под лейблом Brunswick Records выпускала пластинки чикагская компания Brunswick-Balke-Collender Company, которая была основана в 1845 году и была крупным производителем деревянных корпусов, бильярдных столов и оборудования для боулинга. (Делала, среди прочего, и пианино.)
С 1910-х годов (к 1916 году уже несколько лет) компания производила деревянные корпуса под проигрыватели различных производителей, включая компанию Томаса Эдисона.
Во 1916 году компания сначала начала производить собственные проигрыватели пластинок (как они тогда назывались, фонографы), а потом решила делать и пластинки сама Таким образом в 1916 году и стала она выпускать пластинки под лейблом Brunswick Records.
Выпускаемая под лейблом Brunswick Records линия пластинок быстро стала популярна. (Надо сказать, что первые производимые компанией грампластинки имели вертикальную систему записи, как на лейбле Эдисона Edison Records, и не продавались в больших объёмах.)
Среди исполнителей, на лейбле Brunswick Records выпускавшихся, был, в частности, Эл Джолсон.
29 ноября 1924 года компания Brunswick-Balke-Collender Company выкупила ещё один лейбл, Vocalion.
Через 6 месяцев после начала Великой Депрессии, в апреле 1930 года, Brunswick-Balke-Collender Company продала оба своих лейбла, Brunswick Records и Vocalion, кинокомпании Warner Bros. Pictures, хотевшей использовать их для записи фонограмм для своих фильмов. (Свои фильмы компания Warner Bros. Pictures тогда озвучивала по собственной технологии Vitaphone, то есть звук к фильмам был на грампластинках).
По условиям сделки Warner Bros. Pictures получила лицензию на использование имени «Brunswick», за которую платила ежегодную плату. Наклейки на изданных пластинках гласили: «Brunswick Record Corporation, Subsidiary of Warner Bros Pictures, Inc.» (Надо сказать, что прав на старые записи, изданные на купленных лейблах, кинокомпания не получила.)
Warner Bros привела на лейбл таких кинозвёзд, как Глория Свансон. Кроме того, Warner Bros. основала ещё один лейбл — Melotone.
Тем не менее уже в декабре 1931 года компания Warner Bros. продала права на все три принадлежащих ей лейбла (Brunswick Records, Vocalion и Meloton) компании American Record Corp. (ARC). (Ежегодные лицензионные платежи продолжились, только их компании Brunswick-Balke-Collender Company теперь платила American Record Corp.)